# Power Macintosh 6500
De Power Macintosh 6500 is een personal computer die ontworpen, gefabriceerd en verkocht werd door Apple Computer van februari 1997 tot maart 1998. De 6500 werd geïntroduceerd met snelheden van 225 en 250 MHz, een paar maanden later werden er twee snellere modellen op 275 en 300 MHz toegevoegd.
De 6500 gebruikt dezelfde "InstaTower"-behuizing als de Power Macintosh 6400 en lijkt er intern ook sterk op. Er zijn echter enkele verschillen: afgezien van de snellere processor heeft de 6500 geen RAM op de printplaat gesoldeerd en wordt er een andere grafische processor gebruikt. Modellen vanaf 250 MHz hebben ook video in- en uitgangen, waarvan sommige met een hardwareversnelde Avid-opnamekaart. Sommige modellen hebben ook een Zip-drive.  De Power Macintosh 5500 gebruikt hetzelfde moederbord in een alles-in-één-behuizing.
De 6500 werd stopgezet in maart 1998, een paar maanden na de introductie van de Power Macintosh G3 mini-tower.

## Modellen
Beschikbaar vanaf 17 februari 1997:
- Power Macintosh 6500/225[2]
- Power Macintosh 6500/250[3]

Beschikbaar vanaf 4 april 1997:
- Power Macintosh 6500/275[4]
- Power Macintosh 6500/300[5]

Beschikbaar vanaf 15 september 1997:

(al deze machines zijn voorzien van een 12× CD-ROM en een 33,6 KB/s modem)
- Power Macintosh 6500/225 Home Edition[6]
- Power Macintosh 6500/250 Home Edition[6]
- Power Macintosh 6500/275 Home Edition[6]
- Power Macintosh 6500/275 Small Business Edition:[6] voorzien van een interne 100 MB Zip-drive
- Power Macintosh 6500/275 Creative Studio Edition:[7] voorzien van een Avid-opnamekaart, Apple Video System en TV/FM Radio System
- Power Macintosh 6500/300 Home Edition[6]

## Specificaties
- Processor: PowerPC 603e @ 225, 250, 275 of 300 MHz
- FPU: geïntegreerd in de processor
- PMMU: geïntegreerd in de processor
- Systeembus snelheid: 50 MHz
- ROM-grootte: 4 MB
- Databus: 64 bit
- RAM-type: 60 ns 168-pin DIMM
- Standaard RAM-geheugen: 32 of 48 MB
  - Uitbreidbaar tot maximaal 128 MB
  - RAM-sleuven: 2
- Standaard video-geheugen: 2 MB VRAM
  - Uitbreidbaar tot maximaal 2 MB VRAM
- Standaard diskettestation: 3,5-inch, 1,44 MB (manueel)
- Standaard harde schijf: 4 of 6 GB (IDE)
- Standaard optische schijf: 12x of 24x CD-ROM
- Uitbreidingssleuven: 2 PCI, Comm II, Video in, TV
- Type batterij: 4,5 volt Alkaline
- Uitgangen:
  - 1 ADB-poort (mini-DIN 4) voor toetsenbord en muis
  - 1 video-poort (DB-15)
  - 1 SCSI-poort (DB-25)
  - 2 seriële GeoPort poorten (mini-DIN-9)
  - 1 audio-in (3,5 mm jackplug)
  - 1 audio-out (3,5 mm jackplug)
  - 1 microfoon (3,5 mm jackplug)
  - 1 koptelefoon (3,5 mm jackplug)
  - 1 ethernet (RJ-45)[a]
  - 1 S-Video in
  - 1 S-Video out
- Ondersteunde systeemversies: 7.5.5 t/m 9.1
- Afmetingen: 40,6 cm × 19,8 cm × 42,8 cm (hxbxd)[8]
- Gewicht: 20,2 kg

Uit productie: 1984: Macintosh 128K, Macintosh 512K · 1985: Macintosh XL · 1986: Macintosh Plus · 1987: Macintosh II, Macintosh SE · 1988: Macintosh IIx · 1989: Macintosh SE/30, Macintosh IIcx, Macintosh IIci, Macintosh Portable · 1990: Macintosh IIfx, Macintosh Classic, Macintosh IIsi, Macintosh LC serie · 1991: Macintosh Quadra 700, Macintosh Quadra 900, Apple PowerBook · Macintosh Classic II · 1992: Macintosh IIvx, Macintosh Quadra 950, PowerBook Duo, Macintosh Performa serie · 1993: Macintosh Centris serie, Macintosh Color Classic, Macintosh TV · Apple Workgroup Server · 1994: Power Macintosh · 1997: Power Macintosh G3, PowerBook G3, Twentieth Anniversary Macintosh · 1998: iMac · 1999: iBook, Power Mac G4 · 2000: Power Mac G4 Cube · 2001: PowerBook G4 · 2002: eMac, iMac G4 · 2003: Xserve, Power Mac G5 · 2004: iMac G5 · 2005: Mac mini · 2006: MacBook · 2015: MacBook (Retina) · 2017: iMac Pro

Huidige modellen: MacBook Air, MacBook Pro, iMac, Mac mini, Mac Studio, Mac Pro